# 海昏县
海昬县，西汉出现的古县名，治所在今江西省永修县西北艾城东。该县首见于《汉书·地理志》。元康三年（前63年）封故昌邑王的刘贺为海昏侯，即此。东汉建安初年，移治今艾城，为建昌都尉治。汉、晋属豫章郡。南朝宋元嘉二年（425年）废入建昌县。 